# 约克夏 (纽约州)
约克夏（英語：Yorkshire）是位于美国纽约州卡特罗格斯县的一个镇，地处卡特罗格斯县的东北部。2010年美国人口普查时，该镇有3913人。最初的定居者于1810年左右到达此地。1820年，约克夏镇正式建立。